# M/S Saxaren
M/S Saxaren är en skärgårdsbåt i trafik för Waxholms Ångfartygs AB i Stockholms skärgård. Fartyget byggdes 1999 i Mandal, Norge. 

## Bakgrund
Efter leveransen av de fem så kallade "V-båtarna" vilka ersatt fem äldre enheter från 1960- och 70-talet så fanns även behov för Waxholmsbolaget att ersätta M/S Havsörnen, byggd 1965, med ett nytt större fartyg. Fartyget modellerades efter samma grundutförande som V-båtarna men med något mindre kapacitet då ingen överbyggnad för passagerare inkluderades. För att uppfylla reglerna för fartyg byggda efter 1998 att trafikera fartområde D, så designades nybygget med ett högre bogparti än V-båtarna. Anbudet för att bygga fartyget vanns av Båtservice Mandal i Norge. Skeppen designades av Tommy Eriksson, uppvuxen i Upplands Väsby.

## Trafik
Fartyget levererades i april 1999 till Waxholmsbolaget och döptes den 23 april av Peggy Lagerström till Saxaren. Namnet härstammar från Saxarfjärden i Stockholms skärgård och var också namnet på ett tidigare fartyg till bolaget. Sommartid har Saxaren sedan leveransen trafikerat för Waxholmsbolaget traden Stockholm–Saltsjöbaden–Utö men har använts på de flesta övriga rutter i mellersta och södra skärgården.

## Bilder

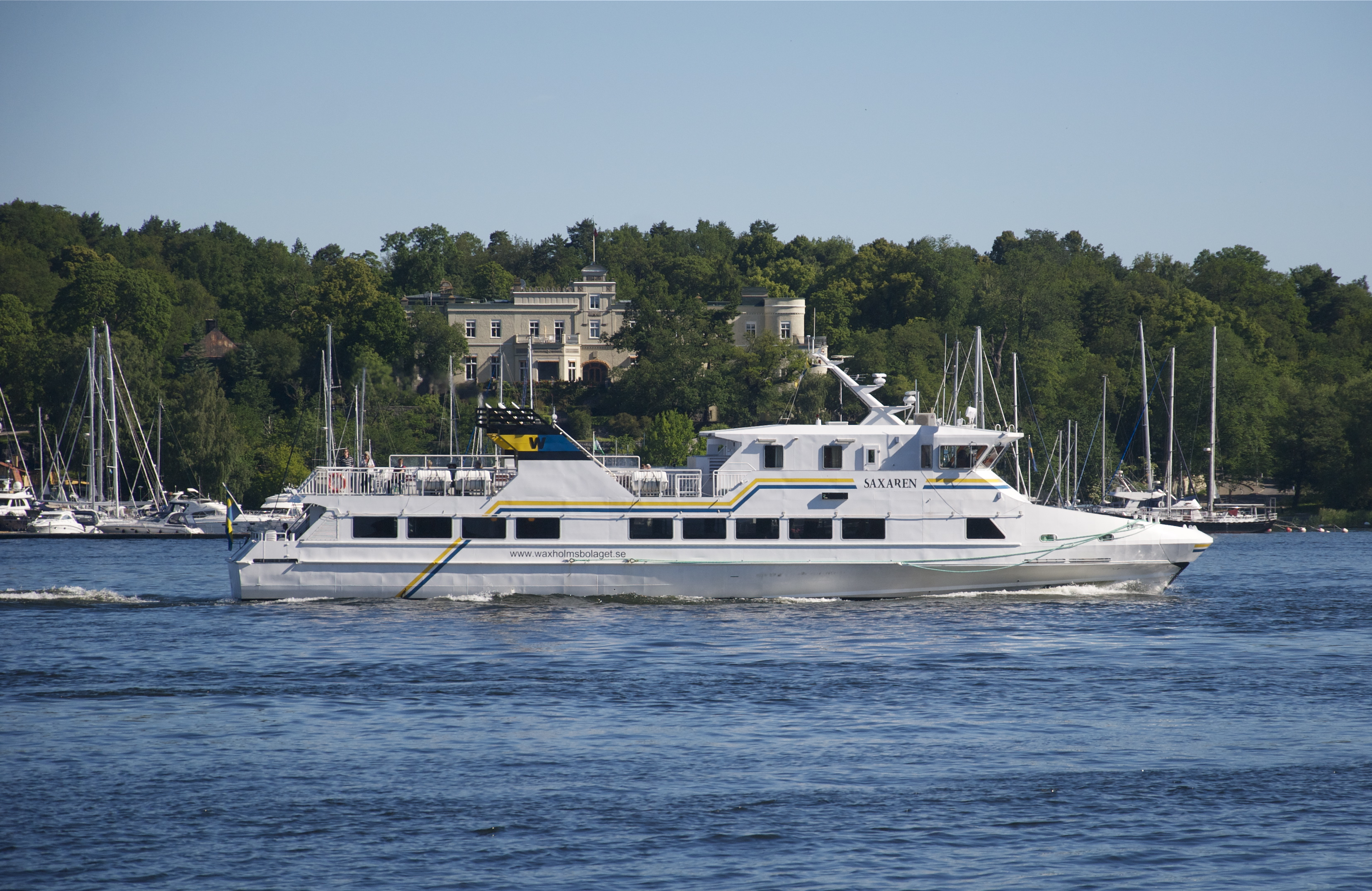
Saxaren utanför Oakhill i juni 2011.
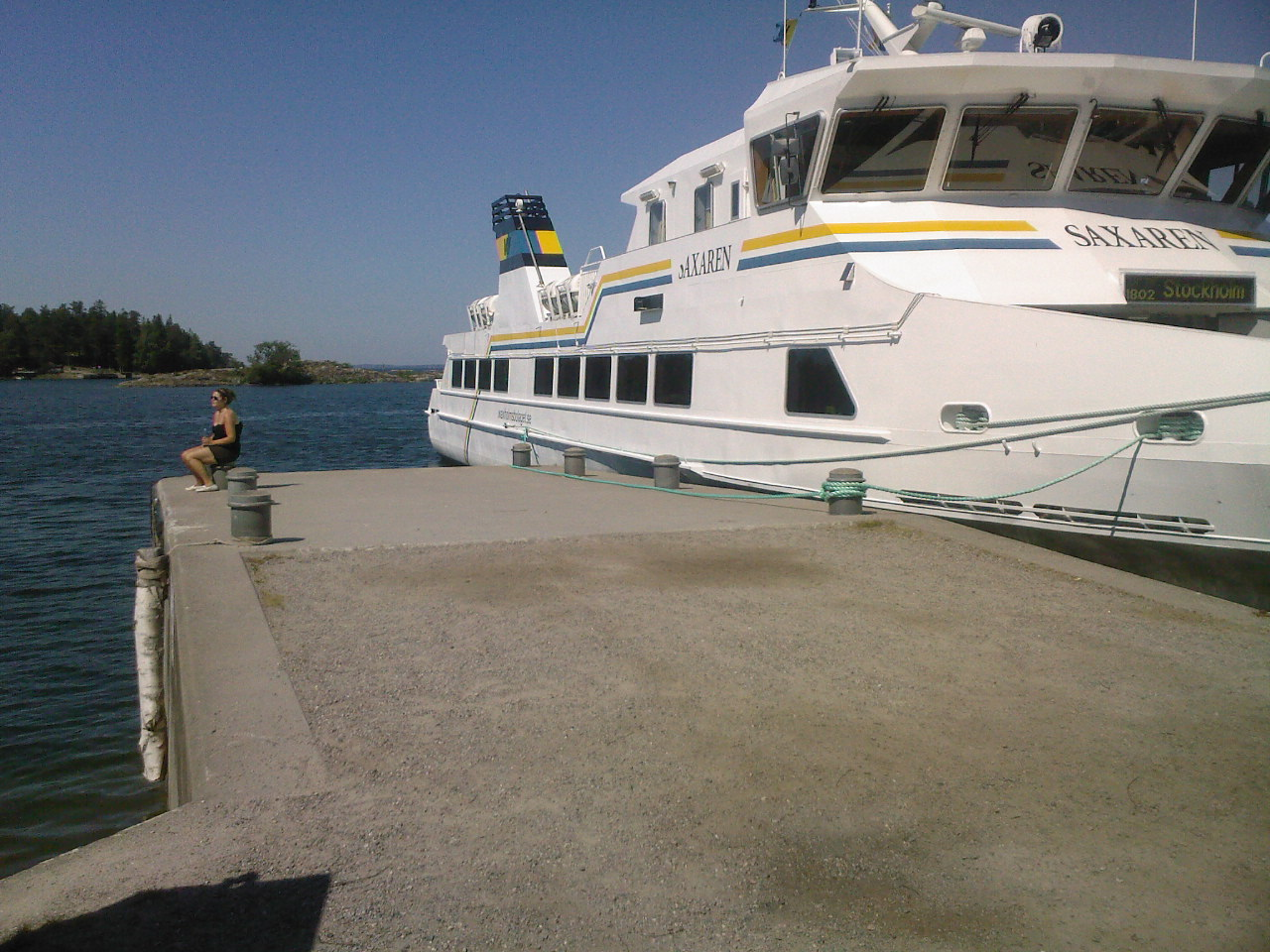
Saxaren vid Spränga på Utö.